# Jollibee

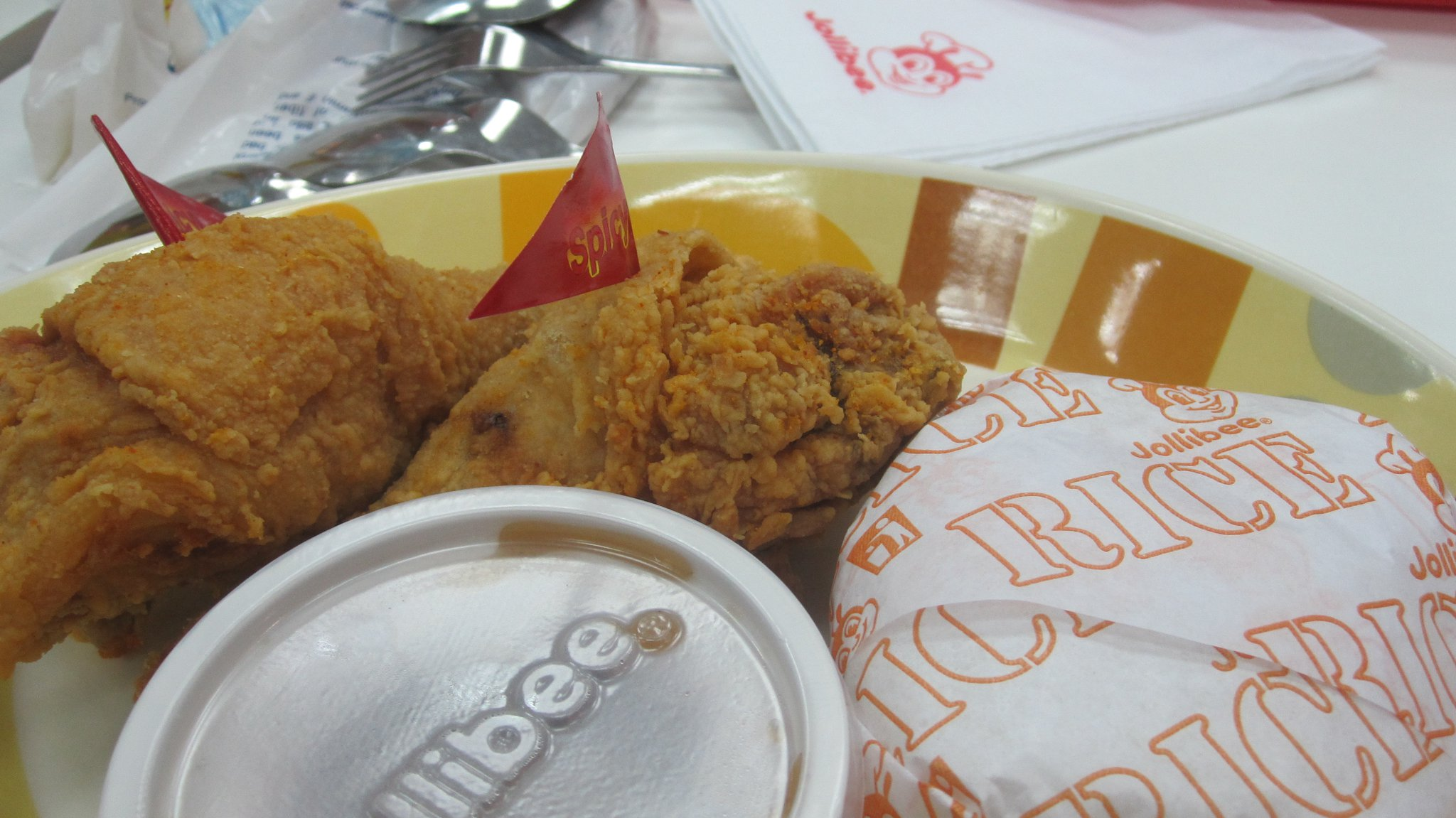
Maträtt från Jollibee innehållande friterade kycklingbitar, ris och sky, 2011.

Jollibee är en filippinsk multinationell snabbmatskedja, som ägs av Jollibee Foods Corporation (JFC). I april 2018 hade JFC totalt cirka 1 200 Jollibee-restauranger i Asien (främst Sydostasien), Europa, Mellanöstern och Nordamerika.
De säljer bland annat glass, friterade kycklingbitar, hamburgare, nudlar, pommes frites, potatismos, soppor, ris och varmkorvar.
Snabbmatskedjan grundades 1978 av Tony Tan Caktiong med familj.